# Lupăria (okręg Ilfov)
Lupăria – wieś w Rumunii, w okręgu Ilfov, w gminie Ciolpani. W 2011 roku liczyła 552 mieszkańców.